# IC 1596
IC 1596 ist eine Spiralgalaxie vom Hubble-Typ Sbc im Sternbild Fische auf der Ekliptik. Sie ist schätzungsweise 126 Millionen Lichtjahre von der Milchstraße entfernt und hat einen Durchmesser von etwa 65.000 Lj. 
Das Objekt wurde am 17. Dezember 1897 von Stéphane Javelle entdeckt.